# محمد الصالحی
محمد الصالحی (عربی: محمد الصالحي؛ زادهٔ ۲۲ مارس ۱۹۸۵) دونده دو نیمه‌استقامت اهل عربستان سعودی است.